# Référendum de 2021 à Sainte-Hélène
Un référendum en deux parties a lieu à Sainte-Hélène le 17 mars 2021. La population est amenée à se prononcer sur un changement du système de gouvernement et, en cas de vote positif, à choisir entre deux systèmes proposés.
Le changement de système est approuvé par une large majorité des votants avec près de 80 % de votes favorables, malgré une participation d'à peine plus de 17 %. Un régime parlementaire est choisi par une plus courte majorité de 55 % des suffrages.

## Contexte
L'île de Sainte Hélène est la principale composante du territoire britannique d'outre-mer de Sainte-Hélène, Ascension et Tristan da Cunha. Si la population élit au suffrage universel direct douze des quinze membres du conseil législatif, le pouvoir exécutif est quant à lui exercé par un conseil exécutif présidé par un gouverneur nommé par la reine du Royaume-Uni et cinq membres du conseil législatif choisis par le gouverneur. Ceux ci forment ensuite des comités sur des sujets donnés. Le gouverneur exerce ainsi de fait la fonction de chef du gouvernement.
La mise en place d'un chef du gouvernement nommé par l'assemblée et nommant ensuite ses ministres sur le modèle du régime parlementaire est un projet de longue date de la vie politique de l'île. Lors d'un référendum en 2005, la population est amenée à voter sur une proposition de rédaction d'une nouvelle constitution comportant un tel régime, qu'elle rejette par plus de 52 % des voix et une participation de 43 %. Un second référendum en 2013, voit un amendement de la constitution de l'île visant à créer un poste de Chef du gouvernement rejeté par une large majorité de 80 % des votants au cours d'un scrutin marqué par une très forte abstention, moins d'un dixième des inscrits ayant voté.

## Contenu

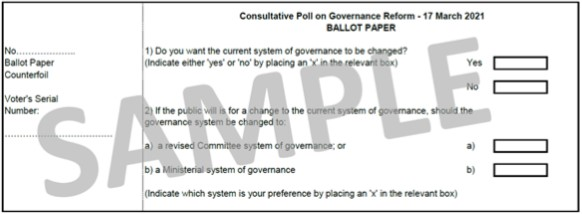
Bulletin de vote utilisé

Le 15 janvier 2021, le Conseil législatif approuve à l'unanimité un rapport d'une commission recommandant la tenue d'un nouveau référendum sur une réforme du système de gouvernement. Le 11 février suivant, le conseil vote son organisation. Initialement prévu dès la fin du mois, le référendum est reporté au mois de mars afin de le faire coïncider avec la session de travail du Conseil privé, ce dernier devant approuver un changement ultérieur de la constitution en cas de victoire du oui,.
Tout comme les deux précédents, le référendum est consultatif. 
Le droit de vote est par ailleurs étendu aux citoyens âgés de 17 ans,. Il est cependant cette fois ci divisé en deux questions distincte : la première pose la question du changement ou non de système — « Souhaitez-vous que le système de gouvernance actuel soit modifié ? » — tandis que la deuxième propose aux électeurs de choisir, en cas de victoire du oui à la première question, lequel d'entre deux systèmes ils préfèrent — « Si la volonté populaire est pour un changement du système de gouvernance actuel, le système de gouvernement devrait-il être changé en a) une version révisée du système de gouvernement par comité ; ou b) un système de gouvernance ministériel ? » —,.
La proposition a de la seconde question consiste à conserver le système en vigueur, mais en donnant plus de pouvoir et de responsabilité directes aux comités et en donnant au Conseil législatif le pouvoir de nommer les cinq membres du Conseil exécutif, en lieu et place du gouverneur. Ce dernier continue cependant de le présider. Par ailleurs, la proposition prévoit que seul un ou deux membres du Conseil exécutif soient des membres élus du Conseil législatif, au lieu de la totalité.
La proposition b est celle du référendum de 2013. Elle introduit une fonction de chef de gouvernement choisi par le Conseil législatif, le ministre en chef, qui nomme ensuite quatre ministres parmi les membres du Conseil, sur le modèle d'un système parlementaire classique. Le gouverneur continue de présider le Conseil exécutif, qui comporte également le procureur général comme membre de droit, mais l’essentiel du pouvoir exécutif est détenu par le ministre en chef.

## Résultat

### Changement de système
| Choix                     | Votes | %     |
| ------------------------- | ----- | ----- |
| Pour                      | 286   | 79,22 |
| Contre                    | 75    | 20,78 |
|                           |       |       |
| Votes valides             | 361   | 97,30 |
| Votes blancs et invalides | 10    | 2,70  |
| Total                     | 371   | 100   |
| Abstention                | 1 782 | 82,77 |
| Inscrits/Participation    | 2 153 | 17,23 |

Souhaitez-vous que le système de gouvernance actuel soit modifié ?
| Votes Pour (79,22 %) |  |  | Votes Contre (20,78 %) |
| ▲                    |  |  |                        |
| Majorité absolue     |  |  |                        |

### Choix du système
| Choix                          | Votes | %     |
| ------------------------------ | ----- | ----- |
| Système avec comités renforcés | 151   | 44,94 |
| Système ministériel            | 185   | 55,06 |
|                                |       |       |
| Votes valides                  | 336   | 90,57 |
| Votes blancs et invalides      | 35    | 9,43  |
| Total                          | 371   | 100   |
| Abstention                     | 1 782 | 82,77 |
| Inscrits/Participation         | 2 153 | 17,23 |

Si la volonté populaire est pour un changement du système de gouvernance actuel, le système de gouvernement devrait-il être changé en a) une version révisée du système de gouvernement par comité ; ou b) un système de gouvernance ministériel ?
| Comités renforcés (44,94 %) |  |  | Système ministériel (55,06 %) |
| ▲                           |  |  |                               |
| Majorité absolue            |  |  |                               |

## Suites
Malgré une participation d'à peine plus de 17 % des inscrits, le changement de système est approuvé par une large majorité des suffrages avec près de 80 % de votes favorables. Un régime parlementaire classique est choisi par une majorité de 55 % des suffrages.
Le Conseil législatif met en œuvre les résultats du référendum en votant plusieurs amendements à la constitution de Sainte-Hélène, qui sont approuvés le 28 juillet suivant par le Conseil privé. Le nouveau système est pour la première fois mis en œuvre après les élections législatives d'octobre 2021. À l'issue du scrutin, le nouveau conseil élit Julie Thomas pour première Ministre en chef de Sainte-Hélène.